# Edelschrott
Edelschrott osztrák mezőváros Stájerország Voitsbergi járásában. 2017 januárjában 1754 lakosa volt.

## Elhelyezkedése

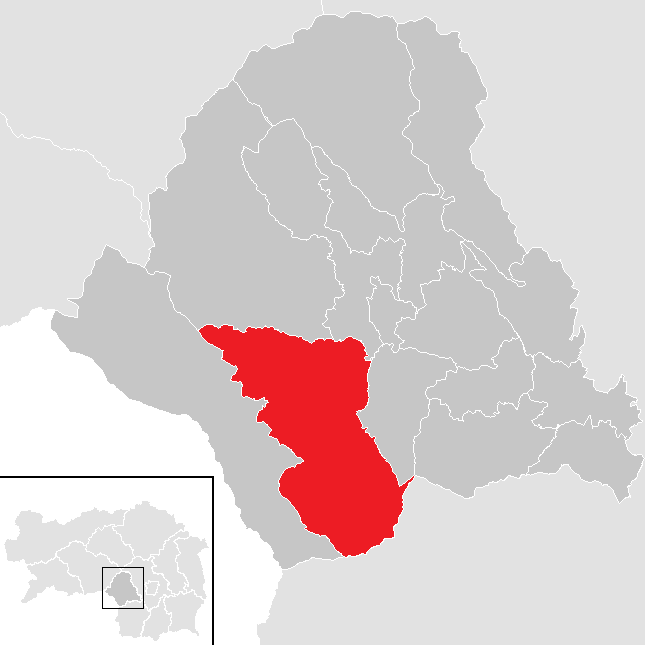
Edelschrott a Voitsbergi járásban

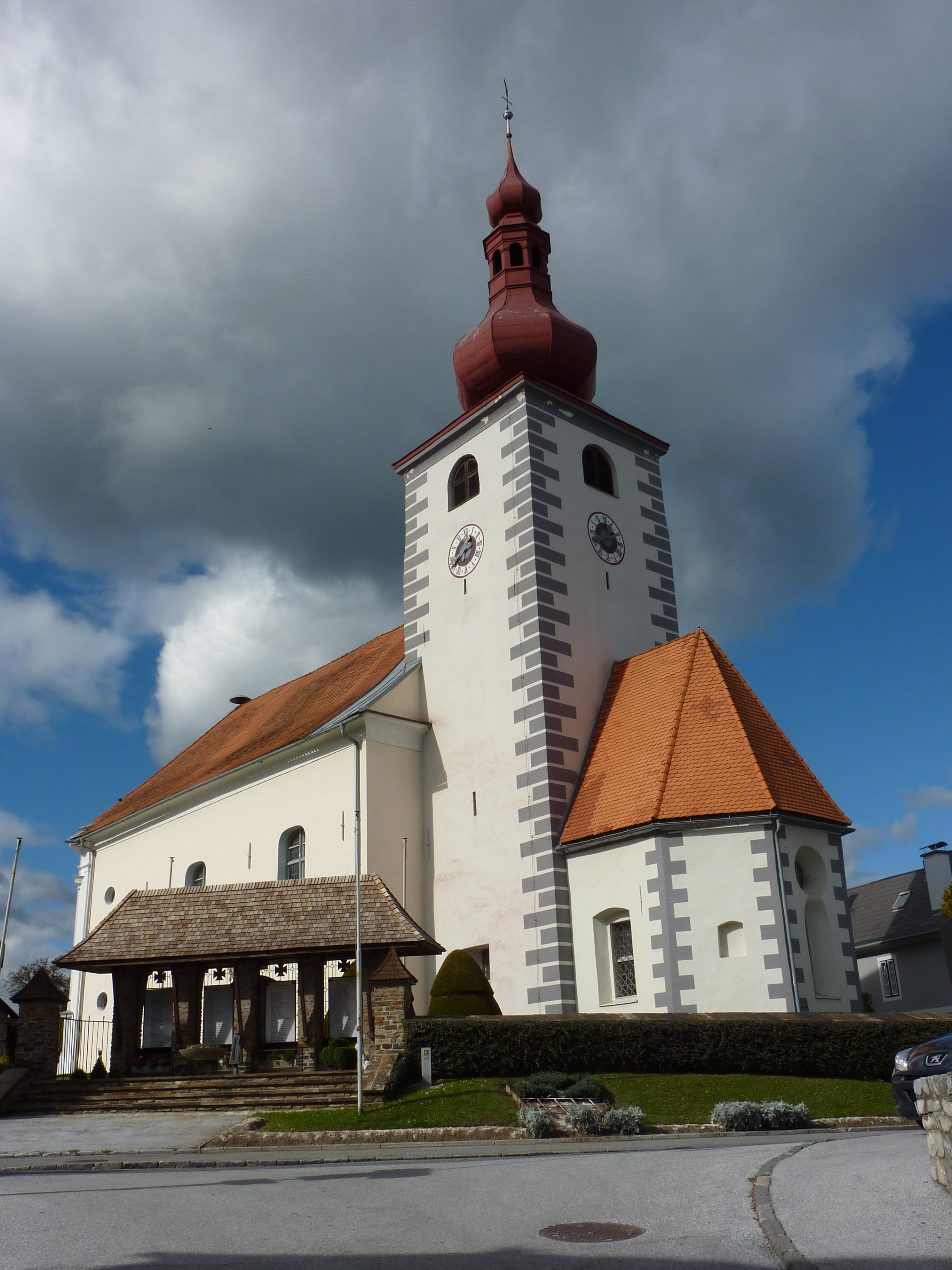
A Szt. Lőrinc-plébániatemplom

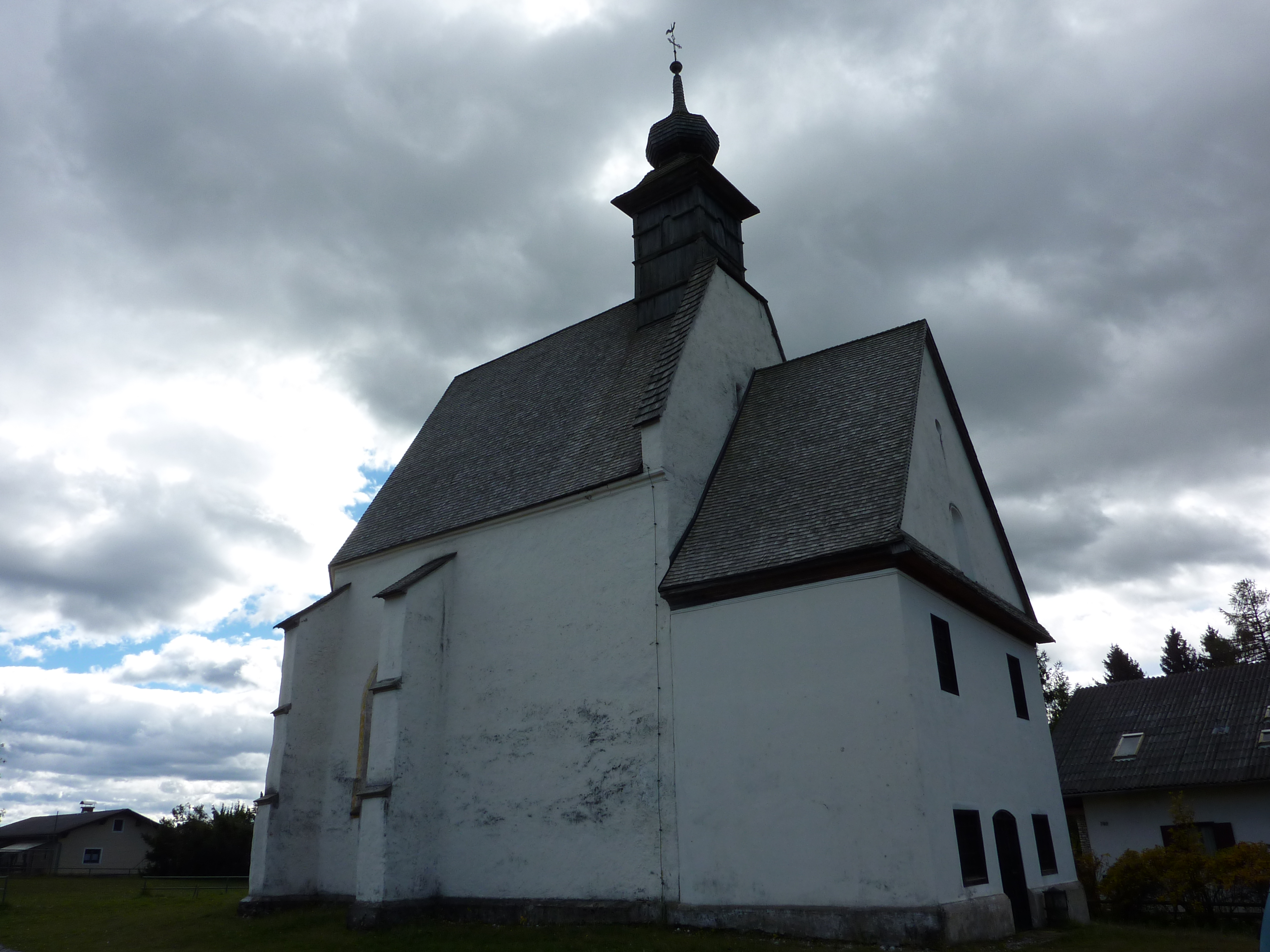
A Szt. Hemma-templom

Edelschrott a tartomány középső részén fekszik a nyugat-stájerországi hegyvidéken 793 m tengerszint feletti magasságban. Legnagyobb folyója a Teigitsch, amelyet felduzzasztva hozták létre a Hirzmann- és a Langmann-víztározókat. Területének nagy része fenyvesekkel borított hegyvidék. Legfontosabb közlekedési útvonala a B70 Packer Straße, amely Grazból vezet Packon keresztül Klagenfurtba. Az önkormányzat 3 falut fog össze (mindet a saját katasztrális községében): Edelschrott (1095 lakos), Kreuzberg (454 lakos) és Modriach (218 lakos).
A környező települések: nyugatra Hirschegg-Pack, északra Maria Lankowitz, északkeletre Köflach, keletre Sankt Martin am Wöllmißberg és Sankt Stefan ob Stainz, délkeletre Stainz, délre Deutschlandsberg.

## Története
Edelschrott neve az irtást jelentő ófelnémet schrôt és a szarvast jelentő szláv jelen szavakból ered. Első írásos említése 1245-ből származik "Gelenschroet" alakban.
A települést 1995-ben emelték mezővárosi rangra. A 2015-ös stájerországi közigazgatási reform során Edelschrottot egyesítették az addig önálló szomszédos Modriachhal.

## Lakosság
Az edelschrotti önkormányzat területén 2017 januárjában 1754 fő élt. A lakosság 1951 óta (akkor 2242 fő) folyamatosan csökken. 2015-ben a helybeliek 96,3%-a volt osztrák állampolgár; a külföldiek közül 1,1% a régi (2004 előtti), 1% az új EU-tagállamokból érkezett. 0,8% a volt Jugoszlávia (Szlovénia és Horvátország nélkül) vagy Törökország, 0,8% egyéb országok polgára. 2001-ben 94% római katolikusnak, 1,2% evangélikusnak, 0,8% mohamedánnak, 2,9% pedig felekezet nélkülinek vallotta magát. Ugyanekkor egy magyar élt Edelschrottban.

## Látnivalók
- az edelschrotti Szt. Lőrinc-plébániatemplomot először 1245-ben említik és 1786-ig a st. lambrechti apátság felügyelete alá tartozott. A mai templomhajó 1790-ben készült el.
- a modriach Szt. Vitus-plébániatemplom szintén 1245-ben szerepel először a dokumentumokban. 1786-ig a packi egyházközség leányegyháza volt. Mai formájában 1716-ban épült. Főoltára 1730-40-ből való. A paplak 18. századi.
- a kreuzbergi Szt. Hemma-templomot a legenda szerint Gurki Szt. Hemma alapította. Először 1498-ban említik. A templom gótikus épülete 1540-ből származik; ekkor egy korábbi kápolnát váltott fel.
- a Ströhberne Bruck’n fahíd
- a Hirzmann-víztározó
- a Packi-víztározó

## Testvértelepülések
- Wilfersdorf (Alsó-Ausztria)

## Fordítás
- Ez a szócikk részben vagy egészben  az   Edelschrott című német Wikipédia-szócikk ezen változatának fordításán alapul.  Az eredeti cikk szerkesztőit annak laptörténete sorolja fel. Ez a jelzés csupán a megfogalmazás eredetét és a szerzői jogokat jelzi, nem szolgál a cikkben szereplő információk forrásmegjelöléseként.